# Katzenthal
Katzenthal település Franciaországban, Haut-Rhin megyében. Lakosainak száma 517 fő (2022. január 1.). Katzenthal Ingersheim, Ammerschwihr, Turckheim és Niedermorschwihr községekkel határos.

## Népesség
A település népességének változása:
| Lakosok száma | 539  | 533  | 552  | 528  | 539  | 537  | 538  | 527  | 517  |
|               | 2013 | 2015 | 2016 | 2017 | 2018 | 2019 | 2020 | 2021 | 2022 |